# Opium Barcelona
Opium Barcelona (también conocida como Opium Mar) es una discoteca-restaurante de Barcelona (España).

## Historia
El club fue abierto en octubre de 2007. Es la discoteca más importante del Grupo Costa Este, grupo fundado por los hermanos Ramón y Javier Bordas en 1987,
 siendo el último directivo del FC Barcelona.
En 2015 se celebró la fiesta After Ondas posterior a los Premios Ondas.  También en 2023.
Según el ranking The World’s 100 Best Clubs 2023 de la International Nightlife Association está considerada la séptima mejor discoteca del mundo.

### Festival WEDJS
Desde 2009organizan cada verano este festival, trayendo DJs internacionales (Armin Van Buuren, Don Diablo entre otros).
En 2015 esperaban atraer la presencia de 20.000 personas.

### SpringFest
Desde 2015 celebran el festival SpringFest, haciendo referencia al spring break o vacaciones de primavera de los estudiantes estadounidenses principalmente.
Está organizado por el DJ español residente Frank Caro, actual director comercial de Opium Barcelona. En 2015 atrajo a Dj's internacionales como Kaskade, Nicky Romero, Otto Knows, Oliver Heldens entre otros.
En marzo de 2016 se celebró la segunda edición de SpringFest, con las actuaciones de Sam Feldt, Tujamo, Deniz Koyu, R3HAB, Félix Jaehn y Pep & Rash.

## Características
- Se encuentra en el Puerto Olímpico de Barcelona, al lado del Hotel Arts.[13] Las estación de metro más cercana es Ciutadella-Vila Olímpica.
- Capacidad para 3000 personas.
- Tipo de música: house, techno, R&B y dance.
- DJs que han actuado: Paul Van Dyk,[14] Martin Solveig,[15] Bob Sinclair, Tiesto, Steve Aoki, Avicii, David Guetta.[3]